# Afromicracis densisetosa
Afromicracis densisetosa (лат.) — вид жуков-короедов рода Afromicracis (Scolytinae, Curculionidae). Видовой эпитет состоит из латинских слов: densus, означающего плотный или близкий, соединяющего гласного -i и именительного падежа женского прилагательного setosa, означающего волосатый, относящегося к плотно посаженным грубым межбороздковым щетинкам. 

## Распространение
Афротропика, Танзания (Morogoro province, Sanje).

## Описание
Мелкие жуки-короеды, величина которых колеблется в пределах нескольких миллиметров (1,2 — 1,5 мм), основной цвет коричневый. Неровности переднеспинки широкие и почти смежные, почти концентрическими рядами; щетинки надкрылий на интерстриях длинные и лопатчатые, расстояние между ними меньше их длины; стриальные щетинки равны или длиннее расстояния между щетинками; лоб у самок узко вогнутый на 1/3 ниже верхнего уровня глаз.  Жгутик усика (включая педицель) 5-члениковый. Вид был впервые описан в 2021 году.